# Hans von Petersen
Hans von Petersen, född den 24 februari 1850 i Husum, död den 18 juni 1914 i München, var en tysk målare.
Petersen studerade i Düsseldorf, London och Paris. Han gjorde vidsträckta resor (Indien, Afrika, Amerika). Petersen var huvudsakligen marinmålare (Havet, i Nya pinakoteket), utförde även stora rundmålningar och utgav Deutschlands Ruhmestage zur See (20 koppartryck, 1898). Han var efter Lenbachs död president för Münchener Künstlergenossenschaft.